# 加达涅新堡
加达涅新堡（法語：Châteauneuf-de-Gadagne，法語發音：[ʃatonœf də ɡadaɲ]）是法国普罗旺斯-阿尔卑斯-蓝色海岸大区沃克吕兹省的一个市镇，位于该省西南部，属于阿维尼翁区。

## 地理
加达涅新堡（43°55'39"N, 4°56'47"E）面积13.48 平方千米，位于法国普罗旺斯-阿尔卑斯-蓝色海岸大区沃克吕兹省，该省份为法国东南部内陆省份，北起德龙省，西北接阿尔代什省，西接加尔省，南至罗讷河口省，东南角与瓦尔省接壤，东临上普罗旺斯阿尔卑斯省。
与加达涅新堡接壤的市镇（或旧市镇、城区）包括：迪朗斯河畔科蒙、容克雷特、莫里耶尔-莱萨维尼翁、圣萨蒂南-莱萨维尼翁、勒托尔。

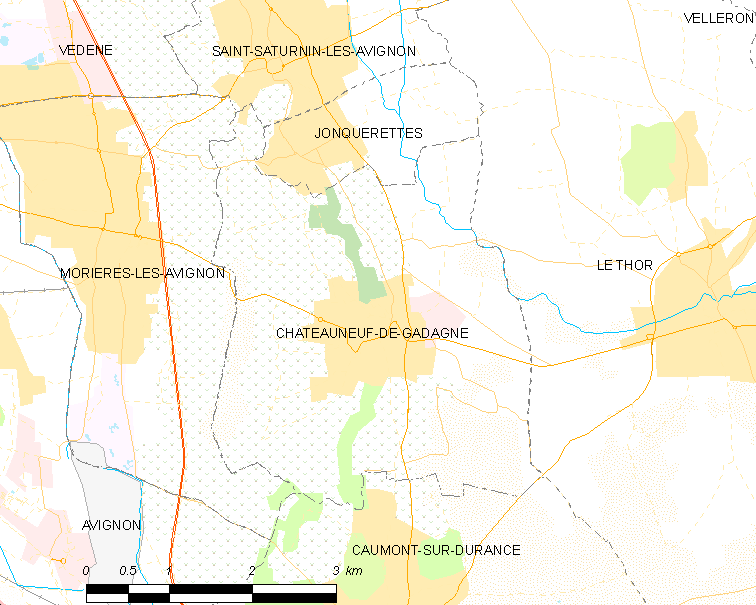
加达涅新堡的OSM定位图

加达涅新堡的时区为UTC+01:00、UTC+02:00（夏令时）。

## 行政
加达涅新堡的邮政编码为84470，INSEE市镇编码为84036。

## 政治
加达涅新堡所属的省级选区为索尔格河畔利勒县。

## 人口

1962-2008年间加达涅新堡人口变化图示

加达涅新堡于2022年1月1日时的人口数量为3495人。